# Laysan
Đảo Laysan (tiếng Anh: Laysan Island, tiếng Hawaii: Kauō) là một đảo san hô thuộc quần đảo Tây Bắc Hawaii, nằm cách Honolulu 940 hải lý (1.741 km) về phía tây bắc. Trong tiếng Hawaii, Kauō có thể để chỉ "lòng đỏ trứng" hay "lòng trắng trứng". Hiện tại đảo này nằm dưới sự quản lý hành chính của quận Honolulu, tiểu bang Hawaii, Hoa Kỳ.

## Địa lý

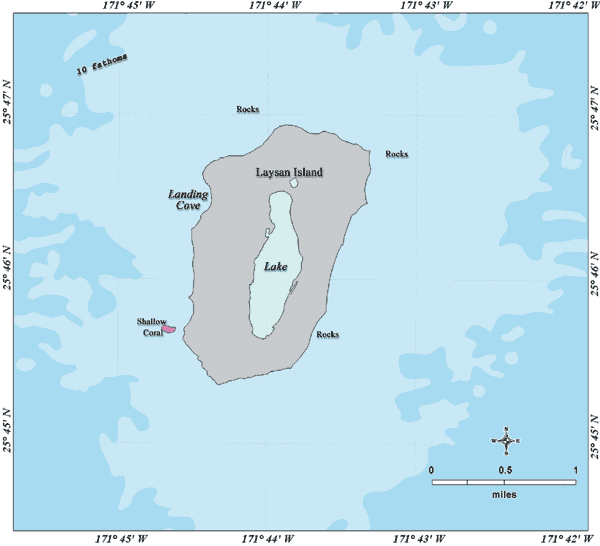
Bản đồ độ sâu

Đảo Laysan là một đảo hình bầu dục với chiều dài khoảng 2,6 km, chiều rộng 1,6 km, diện tích 4,1 km² và cao tối đa 12 m. Bao bọc xung quanh đảo là vùng rạn san hô có diện tích 4.530 km². Đảo Laysan và rạn san hô lân cận hình thành khoảng 17 triệu năm về trước khi lực địa chất nâng một rạn san hô vòng lên khỏi mặt biển. Trên đảo có một lớp cát san hô cố kết lỏng lẻo cùng các lớp đá san hô và đá phosphat ở mặt nam và mặt tây. Bãi biển tính từ mép nước dâng cao 4,6-5,5 m, sau đó trải phẳng với độ cao tối đa 9–12 m rồi dần thoải dốc về phía giữa đảo. Tại nơi này có một hồ nước siêu mặn chiếm diện tích khoảng 0,7 km².

## Lịch sử

### Khai phá
Người bản địa Hawaii có thể đã biết đến đảo Kauō trước khi người Mỹ và người châu Âu đến đây vào đầu thế kỉ 19. Báo cáo đầu tiên về việc quan sát thấy đảo này là từ các tàu săn cá voi đến từ tiểu bang Massachusetts của Hoa Kỳ. Một số tài liệu gán công lao phát hiện ra đảo Laysan cho thuyền trưởng Stanyukovich của tàu Moller sau khi ông đến vẽ bản đồ đảo này vào năm 1828.
Năm 1857, thuyền trưởng John Paty của tàu Manuokawai tuyên bố chiếm hữu đảo Laysan dưới danh nghĩa Vương quốc Hawaii. Năm 1859, thuyền trưởng Brooks của tàu Gambia du hành đến đảo. Trong nhật ký hàng hải của tàu, có đoạn ghi lại rằng trên đảo có phân chim nhưng "không đủ để đảm bảo cho bất cứ nỗ lực khai thác nào".
Năm 1890, Vương quốc Hawaii cho phép George D. Freeth và Charles N. Spencer được khai mỏ phân chim trên đảo Laysan miễn là họ trả tiền thuê mỏ. Điều kiện làm việc tại các mỏ phân chim tuy rất vất vả nhưng có vẻ trữ lượng phân chim cao hơn mức ước lượng của thuyền trưởng Brooks. Mỗi ngày người ta khai thác được khoảng 100 "tấn" phân chim. Hoạt động khai thác này ảnh hưởng nghiêm trọng lên hệ sinh thái của đảo. Giáo sư William Alanson Bryan của Bảo tàng Bishop ước tính rằng có 10 triệu con chim biển trên đảo Laysan vào năm 1903, trong khi con số này vào tám năm sau đó chỉ còn lại hơn 1 triệu. Trong giai đoạn tám năm này, loài cọ Pritchardia đặc hữu của Laysan và loài đàn hương Santalum ellipticum đều bị tuyệt chủng.
Năm 1894, một người đàn ông người Đức tên là Max Schlemmer chuyển đến sống trên đảo Laysan. Ông này thả thỏ nhà và chuột lang ra khắp đảo Laysan để gây đàn cung cấp nguồn nguyên liệu cho hoạt động chế biến thịt hộp trong tương lai. Đây là điểm cốt yếu gây nên sự suy sụp của hệ sinh thái đảo Laysan.

### Tuyệt chủng sinh vật

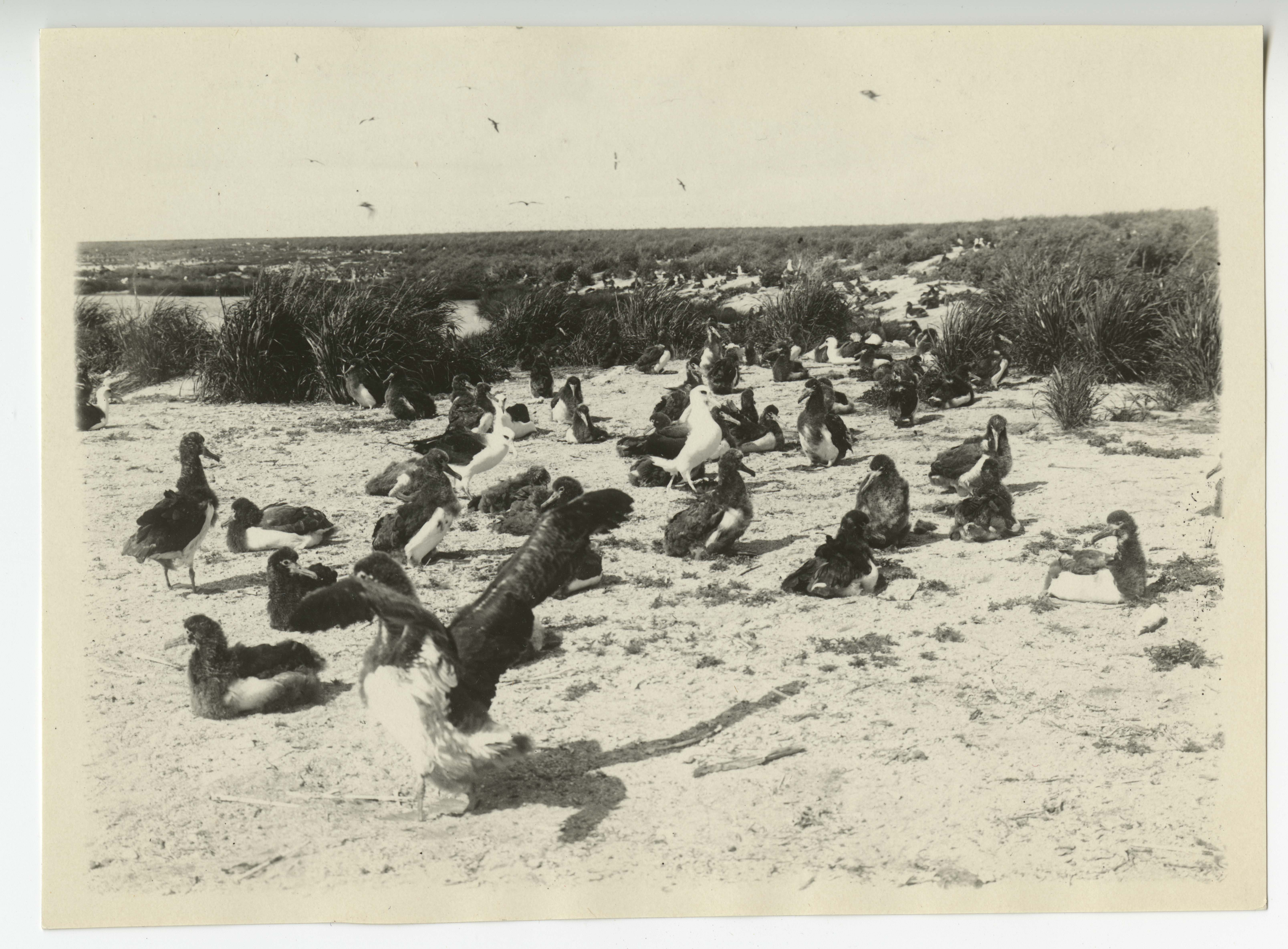
Ảnh chụp đảo vào tháng 5 năm 1902

Lũ thỏ do Schlemmer mang tới đã nhanh chóng nảy nở về số lượng khiến chẳng mấy chốc thảm thực vật sẵn có trên đảo Laysan không thể đáp ứng nổi nhu cầu thức ăn của chúng. Những lời phàn nàn về vấn nạn thỏ cũng như nạn săn trộm chim đã thúc đẩy tổng thống Hoa Kỳ là Theodore Roosevelt ra quyết định biến quần đảo Tây Bắc Hawaii thành một khu bảo tồn chim vào năm 1909. Vào năm 1918, thảm thực vật trên đảo Laysan chỉ còn đáp ứng được nhu cầu của 100 con thỏ. Hai mươi sáu loài cây bị xoá sổ và loài chích cối xay Laysan (Acrocephalus familiaris familiaris) biến mất vĩnh viễn.
Năm 1923, đoàn thám hiểm Tanager tới đảo và cuối cùng lũ thỏ cũng bị diệt trừ. Số lượng cá thể chim trên đảo đã suy giảm còn 1/10 so với con số ban đầu. Nhiều loài cây cũng đã tuyệt diệt. Hai loài đặc hữu là vịt Laysan và sẻ Laysan sống sót được đến ngày nay nhưng thuộc nhóm loài cực kì nguy cấp.

### Diễn biến gần đây

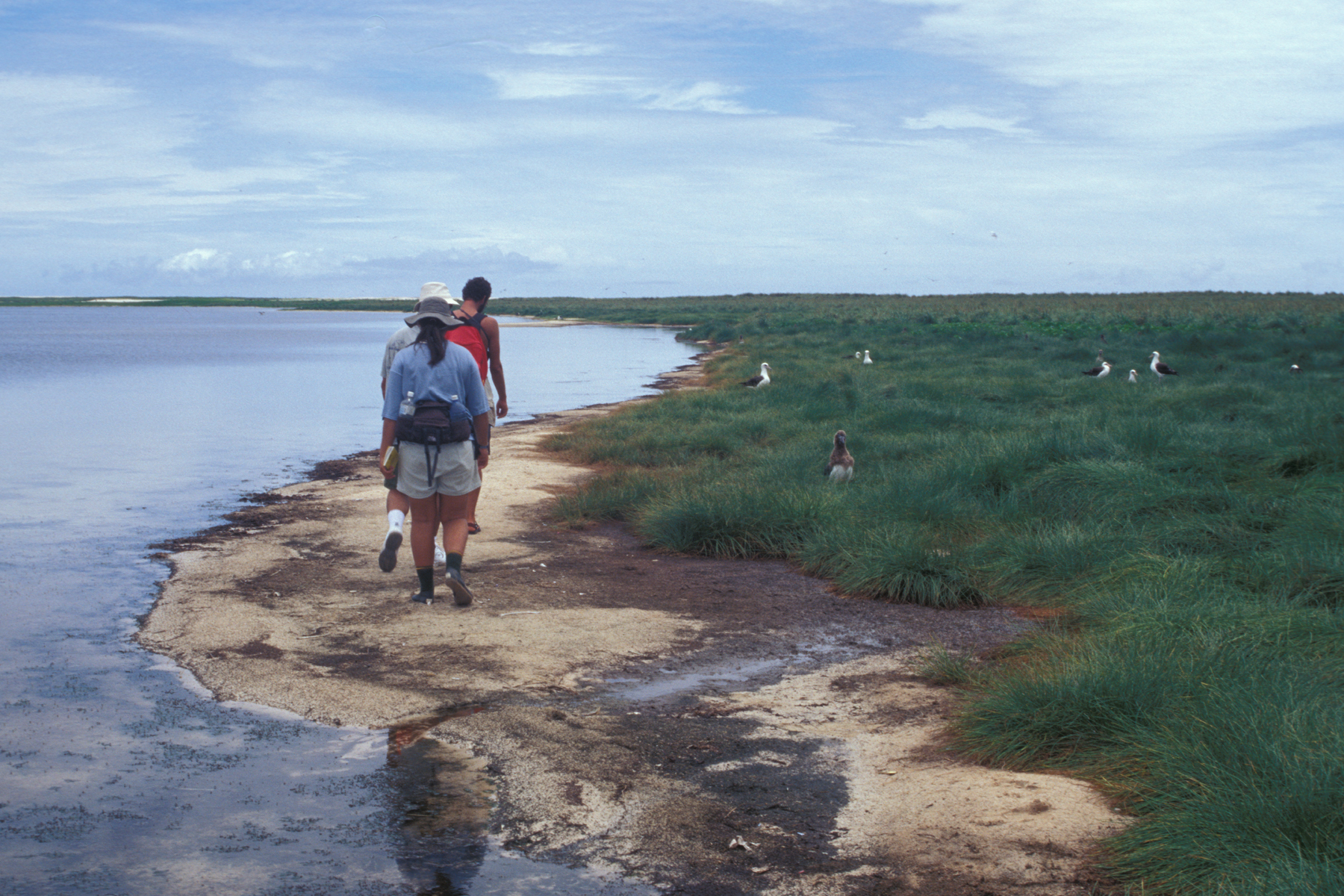
Quang cảnh bờ hồ nước mặn giữa đảo

Đảo Laysan là một đảo không có dân cư sinh sống, nằm dưới sự bảo vệ của Đạo luật Đời sống Tự nhiên Hawaii năm 1961 và Cục Hoang dã và Cá Hoa Kỳ - cơ quan đã gặt hái thành công trong việc tiêu diệt các loài gây hại và khôi phục trạng thái đảo về gần như thuở ban đầu.
Đủ loại rác thải do tàu thuyền vứt bỏ đều trôi dạt lên bãi biển đảo Laysan, gây nên mối nguy đối với các loài chim do chúng có thể nuốt phải rác nhựa không tiêu hoá được. Điều gây tò mò là đa phần số rác này có nguồn gốc từ Nhật Bản (Greene 2006). Ngoài ra, vào thập niên 1990, các nhà sinh vật học tìm thấy một thùng đựng hoá chất carbofuran độc hại dạt vào bờ đảo và đã bị bung nắp, tạo nên một "khu vực chết" giết chết mọi thực thể sống tiếp cận vùng đó. Theo Rauzon (2001), khu vực này vẫn bị cấm vào.

#### Diệt cỏ ngoại lai
Năm 1991, Cục Hoang dã và Cá Hoa Kỳ khởi động nỗ lực xoá sổ số cỏ ngoại lai thuộc chi Cenchrus - loại cỏ lấn át cỏ bản địa (vốn là môi trường sống của chim). Cỏ ngoại lai này do Quân đội Hoa Kỳ mang đến Laysan vào thập niên 1960. Dự án kết thúc vào năm 2000 và tiêu tốn 1 triệu đô la Mỹ. Sau khi giải quyết xong mối đe doạ về cỏ, Cục Cá và Hoang dã hi vọng phục hồi trạng thái nguyên thủy của đảo Laysan. Cục muốn mang loài cây Pritchardia remota từ đảo Nihoa sang để thay thế loài cây tương tự nhưng đã tuyệt chủng của Laysan. Kế đến Cục sẽ mang chích cối xay Nihoa sang thế chỗ cho loài chích cối xay Laysan đã tuyệt chủng. Các biện pháp này của Cục nhằm hướng tới hai mục tiêu: (1) khôi phục hệ sinh thái đảo Laysan về trạng thái thuở tiền công nghiệp và (2) bảo vệ hai loài sinh vật của Nihoa khỏi nguy cơ tuyệt chủng bằng cách gây tạo một quần thể thứ hai trên đảo Laysan. Trong trường hợp xảy ra hoả hoạn, dịch bệnh hay bão tố ở đảo Nihoa thì vẫn còn có thể khôi phục lại quần thể các loài này bằng cách chuyển một số cá thể từ đảo Laysan sang.

#### "Sốt Laysan"
Năm 1991, một số công nhân làm việc ở Laysan bị mắc một chứng bệnh lạ với triệu chứng sốt; tuy nhiên, mức độ nghiêm trọng của bệnh cũng rất khác nhau: một phụ nữ đã phải sơ tán khỏi đây do bị sốt kéo dài trong khi những người khác thì chỉ biểu hiện các triệu chứng nhẹ. Theo tác giả Cedric Yoshimoto từ Trường Y tế Cộng đồng thuộc Đại học Hawaii ở Manoa thì "các quan sát đã xác định chứng bệnh mới trên người với tên gọi là "sốt Laysan". Chứng bệnh này có liên quan đến việc bị ve ký sinh trên chim biển là Ornithodoros capensis đốt".

## Khảo cổ
Năm 2003, một nhà khảo cổ đã tìm thấy phấn hoa của cây dừa sâu bên dưới hồ nước mặn của đảo Laysan khi nghiên cứu các cột trầm tích lấy từ đây. Phát hiện không mong đợi này đã làm dấy lên một số vấn đề. Trước đây, chưa có bằng chứng nào cho thấy rằng dừa có thể đã dạt đến bất kì đảo nào trong quần đảo Hawaii trước khi những nhà du hành người Polynesia tìm đến. Hơn nữa, chưa từng có bất kì một chứng cứ thực tế nào cho thấy rằng các cư dân Hawaii cổ đã thám hiểm xa ra khỏi phạm vi đảo Nihoa và đảo Necker. Việc xác định tuổi của mẫu trầm tích chứa phấn hoa dừa cho kết quả không chính xác; dẫu vậy, có vẻ chúng có niên đại vào khoảng 5.500 năm về trước, trong khi người châu Âu mới đến vùng biển Hawaii vào cuối thế kỉ 18. Tuy nhiên, cột trầm tích thu thập được từ đảo Guam ở Tây Thái Bình Dương cho thấy sự có mặt của dừa ở đó từ 9.000 năm trước, rất lâu trước khi con người đến định cư trên đảo. Có ý kiến giải thích rằng trong quá khứ người Hawaii đã biết đến các đảo này và sự tồn tại của phấn hoa có thể được hiểu là bằng cớ cho thấy người Hawaii đã ghé đến đảo Laysan. Rõ ràng là cần phải có phân tích chính xác hơn về niên đại của các lớp trầm tích để giải thích cho phát hiện này.

## Sinh vật đảo Laysan

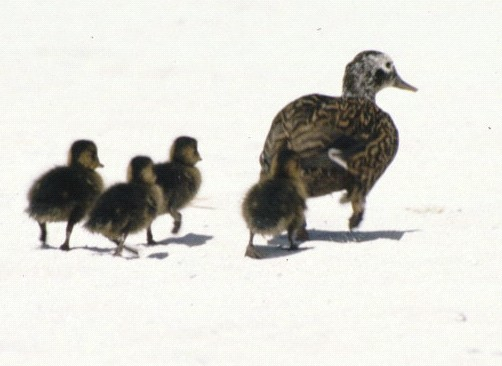
Vịt Laysan mẹ và các vịt con

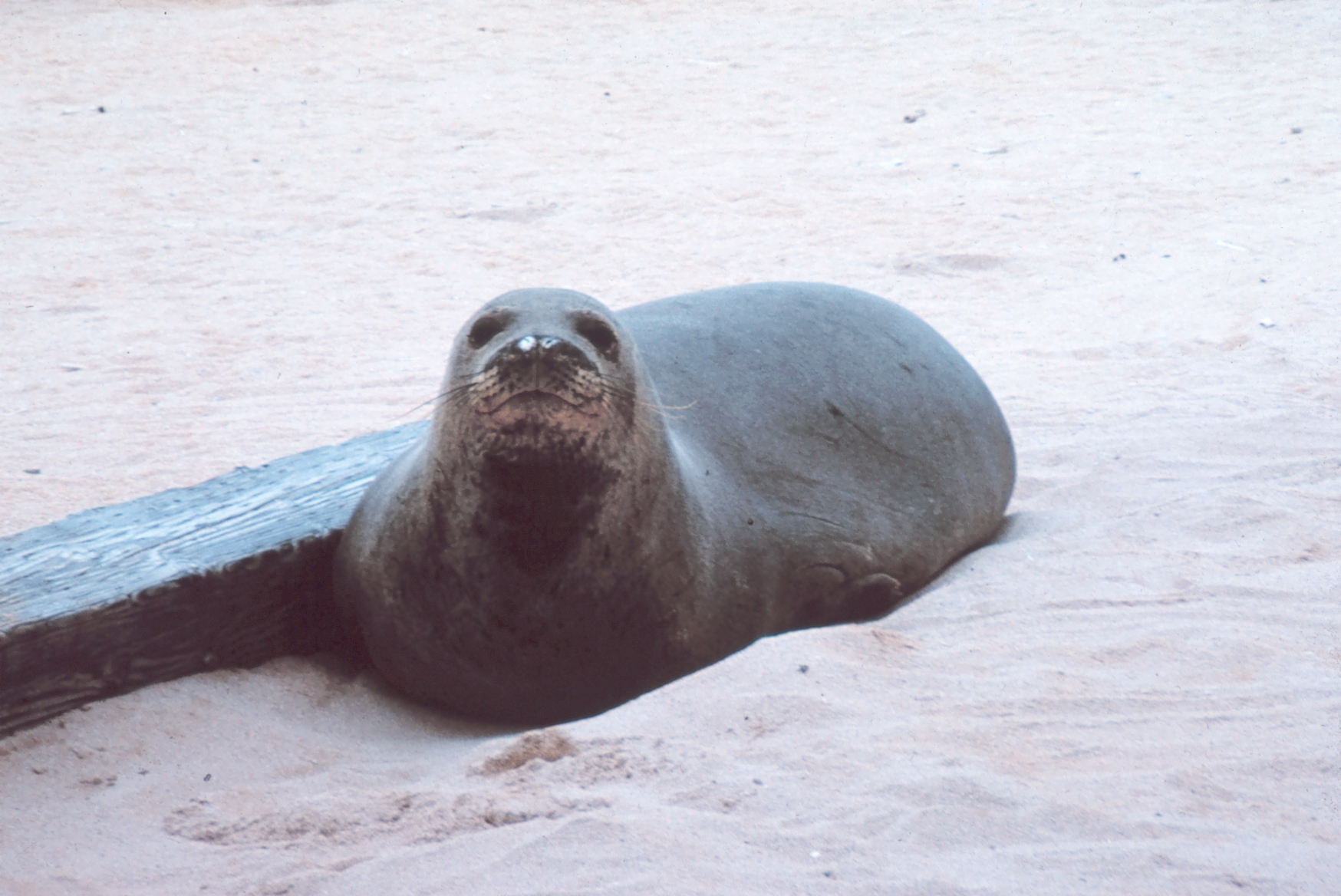
Một con hải cẩu thầy tu Hawaii trên đảo

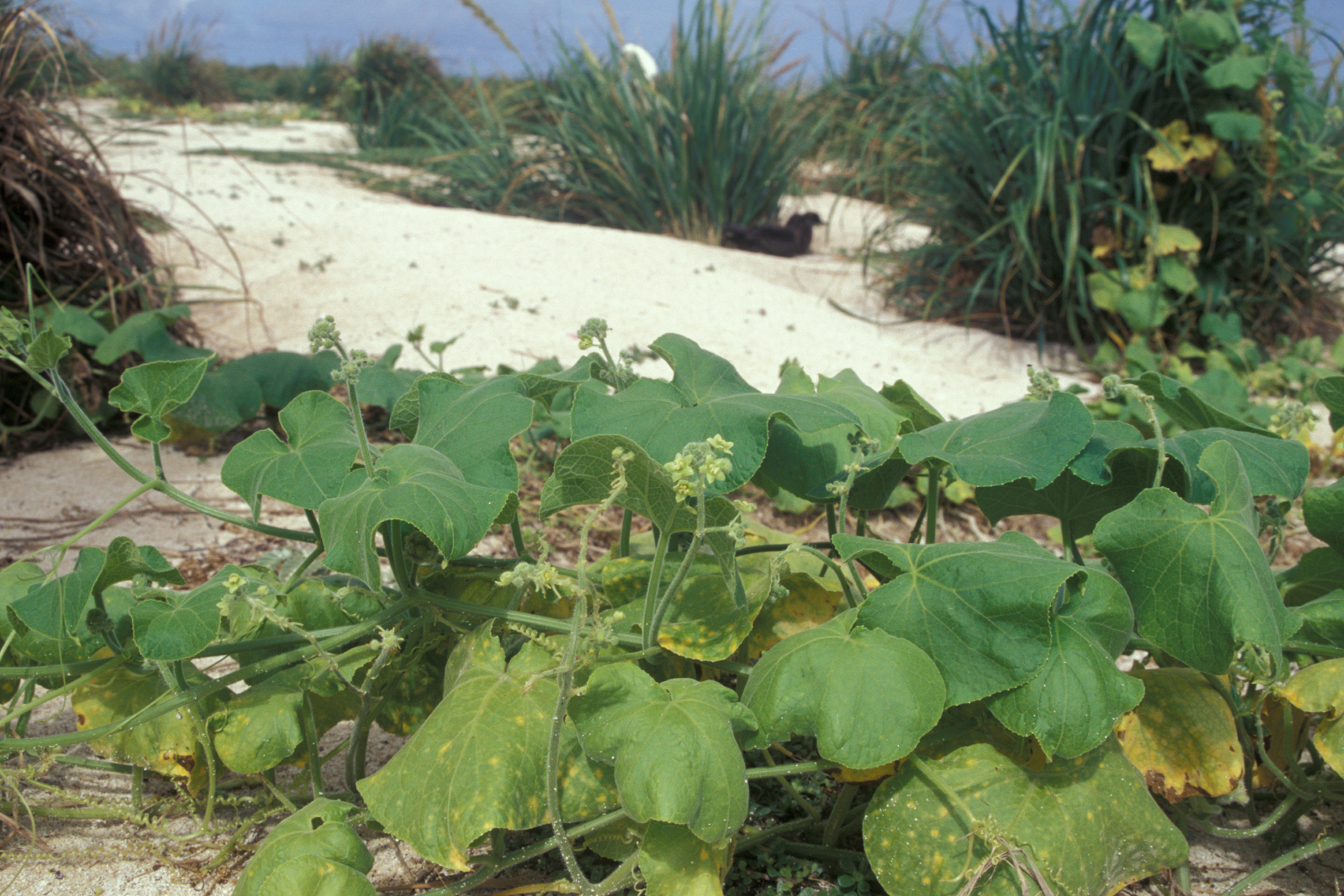
Sicyos maximowiczii - loài thực vật đặc hữu của quần đảo Hawaii

Đảo Laysan là nơi có đa dạng sinh học cao. Vùng gian triều quanh đảo là nơi sinh sôi của vô số loài không xương sống, tảo và cá con. Người ta ghi nhận được 28 loài san hô cứng. Ở trên đảo, bên cạnh hai loài đặc hữu là vịt Laysan và sẻ Laysan thì còn có 18 loài chim khác đến Laysan làm tổ, nghỉ ngơi hay sinh sản. Trên đảo có các loài thực vật bản địa thuộc chi Eragrostis, Chenopodium, Ipomea, Sesuvium, Cyperus và Mariscus.

### Chim
- Telespiza cantans (sẻ Laysan) - đặc hữu
- Anas laysanensis (vịt Laysan) - đặc hữu
- Phoebastria immutabilis (hải âu Laysan) - gần như là đặc hữu
- Phoebastria nigripes
- Phoebastria albatrus (hải âu lớn đuôi ngắn)
- Fregata minor (cốc biển đen)
- Fregata ariel
- Gygis alba (nhàn trắng)
- Onychoprion fuscatus
- Onychoprion lunata
- Numenius tahitiensis
- Pluvialis fulva (choi choi vàng)
- Puffinus nativitatis
- Phaethon rubricauda rothschildi (chim nhiệt đới đuôi đỏ)
- Anous stolidus
- Anous minutus melangogenys
- Sula dactylatra (chim điên mặt xanh)
- Sula leucogaster (chim điên bụng trắng)
- Sula sula rubripes (chim điên chân đỏ)
- Pterodroma hypoleuca
- Porzana palmeri (gà nước Laysan) - tuyệt chủng, đặc hữu
- Acrocephalus familiaris familiaris (chích cối xay Laysan) - tuyệt chủng, đặc hữu
- Himatione sanguinea freethi - tuyệt chủng, đặc hữu

### Côn trùng
- Hypena laysanensis - tuyệt chủng
- Agrotis laysanensis - tuyệt chủng
- Agrotis procellaris - tuyệt chủng